# Procope de Césarée
Pour les articles homonymes, voir Procope.
Procope de Césarée (en latin : Procopius Caesarensis, en grec : Προκόπιος ὁ Καισαρεύς / Prokópios ho Kaisareús), né vers 500 à Césarée et mort vers 565, est un avocat et historien byzantin, auteur de plusieurs ouvrages consacrés au règne de l'empereur Justinien (de 527 à 565). Secrétaire du général Bélisaire, il accompagne celui-ci dans ses campagnes jusqu'en 540, année où il rentre à Constantinople pour se consacrer définitivement à l'écriture.
Ses principaux ouvrages sont Les Guerres de Justinien (« Les Guerres perses », « Les Guerres vandales » et « Les Guerres gothiques »), Sur les monuments et Histoire secrète de Justinien. Alors que les deux premiers vantent les mérites de Justinien, lui attribuant même la construction de monuments dus à son prédécesseur, Histoire secrète de Justinien trace un portrait peu flatteur de l'empereur, de Bélisaire et de leurs épouses respectives. Les écrits de Procope sont la principale source d'information sur le règne de Justinien.
Procope est reconnu comme le principal historien du VIe siècle et l'un des plus importants de l’Antiquité tardive. Son choix d'écrire en grec classique (attique), ainsi que son style vivant et alerte, le situent dans la lignée des historiens classiques, Hérodote, Thucydide et Polybe. 

## Biographie

### Origines familiales et formation
Procope naît à Césarée, ville de la province de Syrie-Palestine (avant 135, dans la province de Judée) où vivent des chrétiens, des juifs et des samaritains, célèbre pour sa riche bibliothèque[réf. nécessaire]. 
Sa famille appartient vraisemblablement à la classe aisée puisqu'il fait des études classiques : d'abord les auteurs grecs, puis la rhétorique. Il aurait ensuite étudié le droit à Beyrouth (Berytus) ou à Constantinople, capitale de l'Empire romain d'Orient (Empire byzantin) et aurait obtenu le titre de rhetor (avocat). Il connaît le latin, langue officielle de l'empire, comme il est d'usage pour un étudiant en droit.

### Carrière aux côtés de Bélisaire (527-540)
En 527, première année du règne de Justinien, il devient adsessor (conseiller juridique), puis secrétaire particulier de Bélisaire, commandant en chef des armées romaines, qui commence alors sa carrière, sous le règne d'un empereur qui se fixe pour objectif la reconquête de l'Empire romain d'Occident, disparu en 476 et remplacé par plusieurs royaumes germaniques (Francs et Burgondes en Gaule, Wisigoths en Hispanie, Vandales en Afrique, Ostrogoths en Italie), mais qui est aussi menacé à l'est par la Perse des Sassanides.
Procope reste avec Bélisaire sur le front oriental jusqu’à la défaite de Callinicum en 531, suivie du rappel de ce dernier à Constantinople. Il est témoin de la sédition Nika en janvier 532, que Bélisaire et son collègue, Mundus, répriment lors d'un massacre dans l'hippodrome de Constantinople. 
Il accompagne de nouveau Bélisaire dans son expédition victorieuse contre les Vandales en Afrique du Nord, participe à la prise de Carthage, mais reste en Afrique avec Solomon, successeur de Bélisaire lorsque celui-ci est rappelé à Constantinople.
Il rentre à Constantinople en 534 pour la célébration du triomphe de Bélisaire et y reste au début de 535 lorsque ce dernier est nommé consul. Il suit Bélisaire durant la campagne contre le royaume ostrogoth d'Italie et participe notamment au siège de Rome (mars 537-mars 538). Il assiste à l'entrée de Bélisaire à Ravenne, capitale des Goths, en 540.

### Retraite et écriture (à partir de 540)
Rentré à Constantinople avec Bélisaire, il quitte alors le service, ayant probablement décidé de se consacrer à la rédaction de l'histoire de ces guerres qu'il estime terminées. 
La rédaction de la première mouture de son ouvrage Les Guerres de Justinien aurait ainsi été complétée en 540[pas clair], et non pas en 551 (fin du livre VII) ou en 553 (fin du livre VIII, manifestement une addition).
Les échecs de Bélisaire et sa couardise devant son épouse Antonina, qui persécute son beau-fils Photius, les intrigues de l'impératrice Théodora, complice d'Antonina, et le fait que Justinien se range constamment aux côtés de Théodora, l'amènent probablement à commencer la rédaction de son Histoire secrète de Justinien en 548, année de la mort de Théodora, pour la terminer vers la mi-550.
L'année suivante a lieu la publication des livres I à VII des Guerres de Justinien, qui ont un grand succès. Procope est promu au rang d’illustris par l'empereur, titre qui lui ouvre les portes du Sénat. Les victoires remportée par Narsès contre les Ostrogoths, le poussent à écrire le livre VIII des Guerres de Justinien dans la deuxième partie de 553. 
C'est probablement pour remercier l'empereur qu'il se met en 554 à la rédaction de Sur les monuments, ouvrage resté inachevé. Un ouvrage annoncé dans l’Histoire secrète de Justinien sur l'histoire de l'Église ne se matérialise pas.
On ignore la date exacte de la mort de Procope, que nombre d'historiens situent en 565, la même année que Justinien. D'autres, comme Warren Treadgold, Averil Cameron et Geoffrey Greatrex, la datent de 554-555, ce qui expliquerait pourquoi la rédaction de Sur les monuments est restée inachevée.

## L'historien

### Les Guerres de Justinien

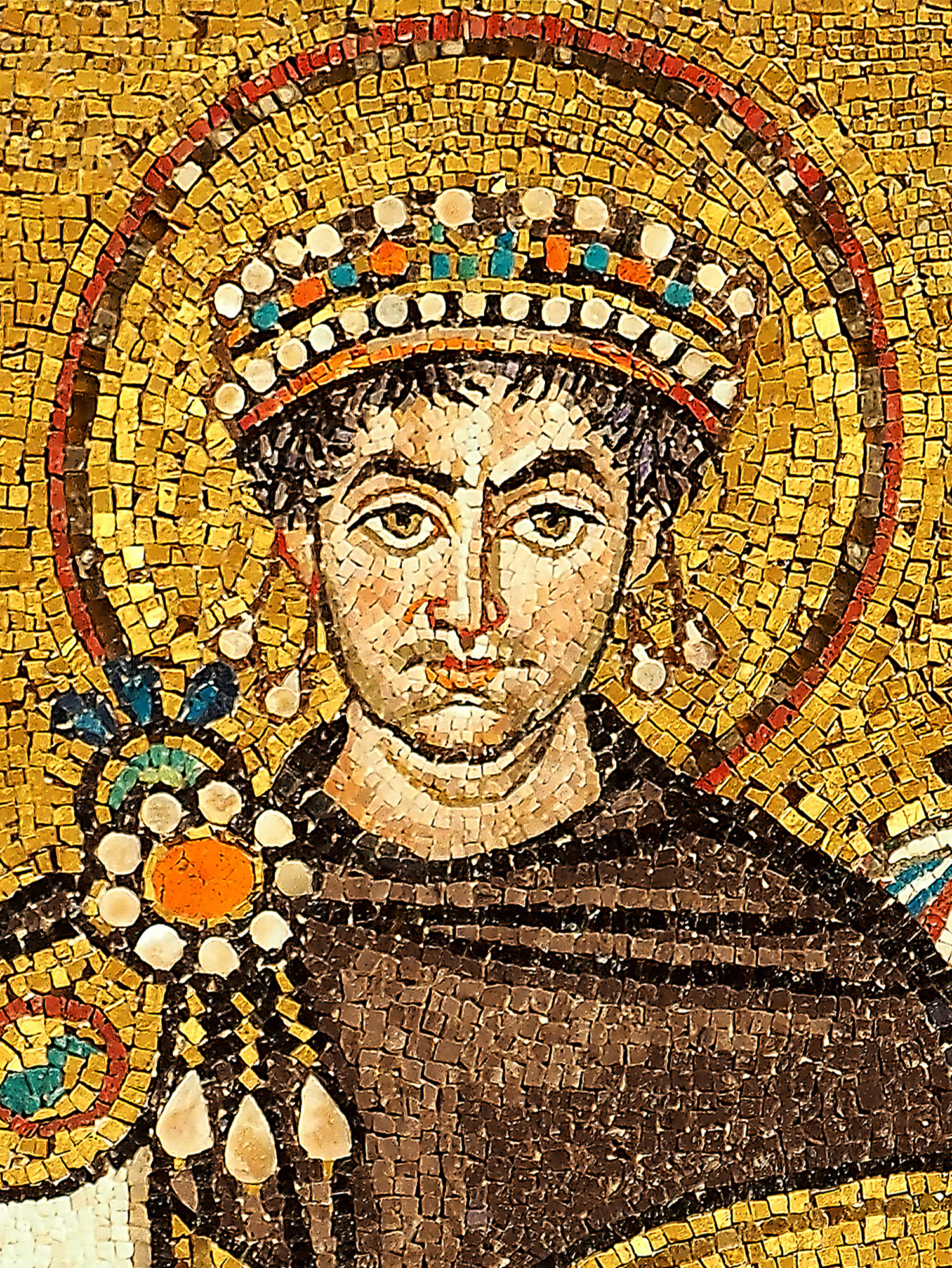
L'empereur byzantin Justinien, mosaïque de la basilique Saint-Vital de Ravenne, avant 547.

Les Guerres de Justinien (en grec : Ὑπὲρ τῶν πολέμων λόγοι / Hupèr tỗn polémōn lógoi ; en latin : De bellis [Au sujet des guerres]) est son ouvrage le plus important. Les sept premiers volumes semblent avoir été publiés comme un tout avant d'être complétés en 545 ; ils furent cependant mis à jour quelques années plus tard lors d'une nouvelle publication, car une entrée date de 551.
Les deux premiers livres (connus aussi sous le titre des Guerres perses, en latin : De bello persico) ont pour sujet le conflit entre Rome et l'Empire sassanide en Mésopotamie, en Syrie, en Arménie, en Lazique et dans l'Ibérie du Caucase (correspondant à peu près à la Géorgie moderne).
La préface, comme le voulait la tradition de l'époque qui multipliait les références aux auteurs de l'Antiquité, est une transposition de celle des Histoires d'Hérodote ; elle est suivie d'un rappel de Thucydide à l'effet que la narration de ces guerres est utile puisque l'Histoire se répète, d'une affirmation à l'effet que l'auteur s'est efforcé de rapporter fidèlement les événements et que les guerres qu'on trouve dans son livre sont les plus importantes à jamais avoir été livrées.
Le livre I débute par un survol des relations entre l'Empire romain et l'Empire sassanide à partir de 408. Après avoir rappelé que l'empereur Flavius Arcadius avait confié la garde de son fils, le futur Théodose II, au roi sassanide Yazdgard Ier, Procope raconte l'invasion de la Mésopotamie par les Sassanides (502-506). Il attribue la cause de la guerre qui éclate en 527 au fait que Justin Ier refusa pour sa part d'adopter le prince héritier sassanide (futur Khosro Ier). C'est alors que Bélisaire devint duc de Mésopotamie où il se rendit avec son conseiller juridique et secrétaire particulier, Procope. Ce dernier raconte les hauts et les bas de la campagne menée par Bélisaire jusqu'à ce qu’il soit rappelé à Constantinople pour aller combattre les Vandales en Afrique. Vient ensuite la signature de la « paix éternelle » entre Justinien et Khosro et la description des tentatives presque simultanées pour renverser les deux monarques (la sédition Nika à Constantinople que Bélisaire réprimera et une tentative de coup pour remplacer Khosro Ier par son neveu). Après avoir imputé l'impopularité de Justinien à son ministre, Jean de Cappadoce, et avoir décrit l'exil de celui-ci en 541, Procope termine le livre sur la tentative d'usurpation d'un soldat à Dara en 537.
Le livre II décrit comment Khosro Ier, envieux des succès de Bélisaire en Italie, décide de briser la « paix éternelle » et d'envahir la Syrie avant de s'arrêter devant Antioche dont Procope décrit avec horreur le sac et la déportation de ses habitants. Malgré une trêve conclue avec Justinien, Khosro se retire en pillant la région, Apamée étant sauvée par une relique de la Vraie Croix et Édesse par une lettre supposément écrite par le Christ lui-même. Revenu d'Italie, Bélisaire se voit à nouveau confier le commandement des troupes d'Orient et affronte Khosro Ier qui a de nouveau envahi la Mésopotamie. Son succès relatif lui vaut d’être rappelé encore une fois à Constantinople. Procope interrompt alors son récit pour décrire l'épidémie de peste en 542 avant de reprendre le cours du récit et les défaites de l'armée romaine jusqu'au siège d'Édesse. Le livre se termine en 549 par le récit de la révolte qui chasse les Sassanides de la Lazique et une allusion à Jean de Cappadoce revenu à Constantinople après s'être fait prêtre.
Les deux livres suivants, intitulés Les Guerres vandales (en latin : De bello vandalico), couvrent la campagne victorieuse de Bélisaire contre le royaume vandale d'Afrique du Nord.
Le livre III débute par une description géographique de l'Empire romain en 395, lors de la division de l'Empire entre Flavius Arcadius qui obtient l'Orient et Flavius Honorius qui conserve l'Occident. Il décrit alors les invasions barbares en Occident, y compris le sac de Rome et la conquête de la Gaule, de l'Hispanie et de l'Afrique romaine. Les efforts des empereurs tant d'Orient que d'Occident pour reconquérir le territoire ayant échoué, les Vandales tentent de forcer leurs nouveaux sujets à se convertir à l'arianisme. Suit le récit de l'expédition décidée par Justinien contre l'avis de ses conseillers et les succès de Bélisaire sur Gélimer qui, après avoir fait exécuter le roi Hildéric, voit son propre frère tué par les avant-gardes de Bélisaire. Le livre se termine sur la prise de Carthage et la réunion entre Gélimer, vaincu, et un de ses frères revenu de Sardaigne.
Le livre IV s'ouvre sur la reconstruction des murs de Carthage par Bélisaire, la lutte contre Gélimer en fuite et l'envoi de troupes pour reprendre la Corse, la Sardaigne et les autres villes côtières occupées par les Vandales. Suivent la reddition de Gélimer et le retour triomphal de Bélisaire à Constantinople. Les Maures ayant recommencé à s'attaquer aux frontières de la province romaine, les généraux Solomon puis Germanus tentent de rétablir une paix fragile, mais un troisième général, Serge, massacre un groupe de nobles maures provoquant ainsi une révolte générale jusqu'à ce qu'un général arménien, Artabanès, réussisse à remettre de l'ordre dans la province en 546. Le livre se conclut par les batailles livrées par le successeur d'Artabanès, Jean Troglita, contre les Maures de 546 à 548.
Les trois livres suivants, les plus longs, constituent Les Guerres gothiques (en latin : De bello gothico) et traitent des campagnes entreprises par Bélisaire et d'autres généraux pour reconquérir l'Italie, alors aux mains des Ostrogoths.
Le livre V débute sur un résumé de l'évolution de l'Italie après la conquête par Odoacre en 476. Procope juge très favorablement le règne de Théodoric le Grand, qui a envahi l'Italie à la suggestion de l'empereur Zénon. De même pour sa fille, Amalasonte, laquelle à titre de régente remet l'Italie à Justinien en 534. Mais son meurtre par son cousin Théodat conduit Justinien à déclarer la guerre aux Ostrogoths en 535 et à y envoyer Bélisaire, lequel conquiert la Sicile et la Dalmatie avant d'envahir l'Italie et de s'emparer de Naples. Cette défaite conduit les Goths à déposer Théodat et à le remplacer par Vitigès. Procope décrit alors en détail le siège de Rome où s'est enfermé Bélisaire et sa défaite humiliante au printemps 537.
Le livre VI présente les Romains découragés en cette deuxième année de guerre. Toutefois des renforts arrivés de Constantinople permettent de renverser la situation et les Ostrogoths doivent demander la paix. Bélisaire en profite en 538 pour reprendre Rimini près de la capitale des Ostrogoths, Ravenne. Vitigès doit alors lever le siège de Rome pour le déplacer devant Rimini et Milan, également reconquise par les Romains. L'arrivée de Narsès permet de faire lever le siège de Rimini, mais des disputes entre Narsès et Bélisaire empêchent de faire lever celui de Milan. Narsès est alors rappelé à Constantinople alors que Justinien, menacé par les Sassanides sur sa frontière orientale, envoie une ambassade négocier la paix avec les Ostrogoths. Les efforts de Bélisaire pour reprendre Auximum sont toutefois contrecarrés par l'arrivée des Francs dans le nord de l'Italie ; cela ne l'empêche pas toutefois d'assiéger Vitigès à Ravenne. Ce sur quoi les Ostrogoths promettent de se rendre à Bélisaire si celui-ci accepte de se faire proclamer empereur. Celui-ci feint d'accepter, mais une fois dans la ville, proclame sa loyauté à l'endroit de Justinien, lequel, alarmé, le rappelle tout de même à Constantinople en 540.
Le livre VII débute ainsi sur le retour de Bélisaire à Constantinople et trace un portrait louangeur du général pendant qu'en Italie la fortune tourne le dos aux Byzantins, et que les Ostrogoths se rallient, après une période trouble, au nouveau roi Totila, lequel parvient à capturer Naples en 543. Impartial, Procope décrit comment Totila traite humainement les Italiens qui avaient été exploités par les Byzantins. Ce n'est que lorsque Totila met le siège devant Rome que Justinien se décide à renvoyer Bélisaire en Italie. Mais les efforts du général et du pape Vigile se heurtent à l'incompétence de Jean, neveu de Vitalien, qui avait dû abandonner la place. Désertée par une bonne partie de la population, la ville se rend à Totila en décembre 546 et n'est sauvée de la destruction que par une lettre de Bélisaire. Après avoir rasé ses murailles, Totila se dirige vers Ravenne, permettant à Bélisaire de reprendre Rome et d'en reconstruire les fortifications. Mais au lieu d'envoyer de nouveaux renforts, Justinien, cédant aux demandes d'Antonina, l'épouse de Bélisaire, se contenta de rappeler son général. Procope constate alors que les barbares contrôlent l'ensemble de l'Occident, Totila détenant presque toute l'Italie, les Francs ayant conquis la Provence et le nord de l'Italie, alors que les Gépides, les Lombards et les Hérules se sont emparés de presque toute l'Illyrie. Le livre se termine sur les tentatives de Constantinople pour repousser une invasion des Slaves en Thrace.
Ces trois ouvrages, « Les Guerres goths », « Les Guerres perses » et « Les Guerres vandales », furent rassemblés en un tout et publiés vraisemblablement en 551.
Plus tard (554 ?), Procope y ajouta un huitième livre qui continue l'histoire jusqu'en 552-553. Il s'ouvre sur une préface similaire à celle rédigée entre-temps pour l’Histoire secrète dans laquelle Procope explique qu'il décrira l'ensemble des guerres s'étant déroulées depuis la fin de son dernier livre. Le titre de « Guerre contre les Goths, volume IV », est donc trompeur puisque la première moitié du livre continue la « Guerre contre les Perses » (invasion sassanide du Lazique, digression sur les peuples autour de la mer Noire, trêve de 552, introduction des vers à soie en provenance de Chine par des moines byzantins). Après une brève mention des victoires de Jean Troglita en Afrique comme suite de la « Guerre contre les Vandales », Procope se tourne vers l'Europe pour poursuivre la « Guerre contre les Goths », entrant alors dans sa seizième année. En 551, Justinien nomme Narsès commandant des forces byzantines en Italie et lui envoie des renforts considérables. Celui-ci parvient à pourchasser Totila et à vaincre celui-ci à la bataille de Taginae. Après quelques succès, leur nouveau chef Teias est vaincu au pied du Vésuve, à la suite de quoi les Ostrogoths offrent de terminer la guerre si on leur permet de quitter l'Italie en paix. Le livre se termine en 553 sur la phrase suivante : « C'est ainsi que les Romains prirent non seulement Cumes [où se trouvait le trésor des Ostrogoths], mais aussi tout le reste ; cette dix-huitième année vit la fin de cette Guerre contre les Goths dont Procope a écrit l’histoire. »

### Histoire secrète de Justinien
Même si elle devait circuler sous le manteau du vivant de Procope, l’Histoire secrète de Justinien ne devait être publiée qu’après la mort, sinon de Procope lui-même, du moins celles de Justinien et de Théodora. Son existence est connue de la Souda au Xe siècle qui s’y réfère sous le nom d'Ἀνέκδοτα / anékdota ; en latin Historia arcana ; en français Inédits) ; elle ne fut redécouverte que quelques siècles plus tard dans la Bibliothèque apostolique vaticane et publiée par Niccolò Alamanni en 1623 à Lyon.
Elle couvre essentiellement la même période que les sept premiers livres des Guerres de Justinien. Elle dut être rédigée entre 548 et 550, soit dans les mêmes années où étaient publiés les livres I à VII des Guerres de Justinien. Sa fin abrupte laisse croire que, comme dans le cas de Sur les monuments, Procope serait décédé sans les avoir terminés.
Le livre semble divisé en deux parties. La première (chapitre 1 à 12) traite des méfaits d’Antonina, de Bélisaire, de Justinien et de Théodora, alors que la deuxième (commençant avec le chapitre 13) se concentre sur les faits et gestes de Justinien et dépeint l’empereur sous des traits proprement démoniaques.
On y retrouve un auteur désabusé par les quatre personnages principaux, Justinien et Bélisaire d’une part, Théodora et Antonina, leurs épouses respectives d’autre part, dans les mains desquelles les deux hommes n’étaient que des pantins. De nombreuses années plus âgée que son époux, Antonina s’était éprise du fils que Bélisaire avait adopté peu après son mariage, appelé Théodosius, et s’entendit avec Théodora pour se débarrasser du fils (Photius) qu’elle-même avait eu d’un premier mariage. Amie, alliée et partenaire des abominations de Théodora, elle se servait de magie pour dominer son mari Bélisaire, lequel même au courant de ses excès, lui pardonnait tout, allant jusqu’à faire tuer les esclaves qui lui avaient dénoncé l’adultère de son épouse et à faire assassiner un de ses amis, le général Constantin, qui lui exprimait sa compassion. Bien plus, alors que s’il avait franchi le Tigre, il aurait pu se rendre jusqu’à Ctésiphon, il décida d’arrêter la campagne contre les Perses en 541 pour retourner à Constantinople auprès de son épouse,. Admiré comme général dans les Guerres de Justinien, Bélisaire y est également décrit comme un être faible, lâche lorsqu’il fut écarté par Justinien, et corrompu pendant la campagne d’Italie. Procope dépeint Justinien comme un personnage brutal, vénal, prodigue et incompétent, le comparant même au tyrannique empereur Domitien. Quant à Théodora ce n’était qu’une fille de joie dont la vulgarité et les pulsions sexuelles sont exposées dans leurs moindres détails, sans parler de sa cruauté, de son absence de sentiments maternels et de la volatilité de ses sentiments.
Ce qui semble être la deuxième partie du livre traite du règne de Justinien. L’homme qui semblait à première vue pieux, d'accès facile, probe et de mœurs irréprochables, y est décrit comme se complaisant à persécuter les hérétiques ; Procope le rend responsable de « myriades de myriades » de morts inutiles tant chez ses soldats que parmi ses ennemis. Il dénonce la confiscation des biens des sénateurs après la révolte de Nika et accuse Justinien d’avoir ruiné l’économie du pays par ses dévaluations de la monnaie.
Ce livre est en si parfaite contradiction avec les propos flatteurs tenus par l’auteur dans les Guerres de Justinien et Sur les monuments à l’endroit de ses deux supérieurs hiérarchiques que certains auteurs se sont interrogés sur son attribution. Des études poussées ont toutefois démontré qu’aucun fait affirmé dans l’un n’était explicitement nié dans l’autre, et qu’il n’existait pas de contradiction entre les idées sous-jacentes et le texte écrit. De plus, Procope explique lui-même dans la préface pourquoi ce livre ne pouvait être publié de son vivant :

« J’ai rapporté ce qui était arrivé au peuple romain dans leurs guerres jusqu’à maintenant en organisant le matériel, pour autant qu’il était possible, en fonction de la chronologie et des endroits où ils étaient survenus ; j’abandonnerai cette méthode dans le présent livre, car j’écrirai sur tout ce qui s’est passé partout dans l’Empire romain. La raison en est qu’il est impossible pendant que les principaux intéressés sont toujours vivants de rapporter leurs faits et gestes comme ils se sont passés sans échapper à l’attention d’une foule d’espions ou, si l’on est découvert, d’éviter une mort tragique. […] Au contraire, j’ai dû cacher les causes de nombreuses choses rapportées dans mes livres précédents. C’est pourquoi, dans le présent livre, je me dois de révéler non seulement ce que je n’ai pas mentionné précédemment, mais aussi les causes de ce qui a déjà été révélé. »

S’interrogeant sur les raisons qui avaient poussé Procope à écrire un ouvrage de potins et scandales alors qu’il venait de terminer sept livres d’une longue histoire acceptable à la fois par le public et par les patrons qui les avaient commandés, qu’il s’apprêtait à écrire un long traité sur les monuments construits par Justinien et, probablement, un autre livre sur les affaires de l’Église, Williamson conclut qu’à l’évidence il était impossible pour Procope de publier l’Histoire secrète de son vivant, mais qu’il espérait que celle-ci viendrait un jour à l’attention du public simplement pour rétablir l’équilibre entre le panégyrique que constituaient les deux ouvrages flattant bassement ses patrons et la réalité quotidienne de ces personnages dont il avait partagé la vie.
Pour Cameron, les vues exposées dans les deux livres ne sont pas opposées, mais complémentaires. Bon chrétien, conservateur en matière de société et assez pessimiste sur la nature humaine, Procope partageait la conception du monde que se faisait son époque. Mais en tant qu’être profondément sensible au mal et à l’injustice, il ne pouvait pas s’empêcher de constater la différence entre la théorie et la réalité. C’est pourquoi il peut donner des explications diamétralement opposées selon la logique de l’œuvre. Ainsi, le « couvent du repentir » fondé par Théodora pour les prostituées de Constantinople est décrit dans l’Histoire secrète comme le lieu où l’impératrice forçait celles-ci à devenir religieuses contre leur gré alors que dans Sur les monuments, le même couvent est décrit comme ayant été inspiré par la piété et où les femmes « forcées contre leur gré » de devenir prostituées pouvaient trouver la paix.

### Sur les monuments
L’ouvrage Sur les monuments (en grec, Περὶ Κτισμάτων / perì krismátōn ; en latin, De Aedificiis) ne doit pas être vu comme un traité d’architecture. En effet, Procope ne dit mot sur les qualités architecturales ou simplement esthétiques de ces constructions. Souvent, comme dans le cas de la grande église de la Vierge à Antioche, ces considérations sont réduites à quelques clichés du genre « il serait impossible d’en décrire la beauté et la splendeur ». Bien qu’il prétende dans sa préface qu’il s’agisse d’étudier l’histoire, l’œuvre constitue plutôt un panégyrique du règne de Justinien, bâtisseur de l’Empire et de la Foi. Cet éloge prend la forme d’un traité en six livres où les monuments édifiés sur l’ordre de Justinien (y compris dans certains cas certains construits sous Justin) dans tout l’empire et classés par ordre géographique montrent comment Justinien est l’instrument de Dieu. Trois types de constructions y figurent : la construction des églises (comme moyen de diffusion du christianisme), l’édification ou la restauration des fortifications (comme moyen de défense de l’empire) et la construction d’aqueducs (comme moyen d’assurer le bien-être du peuple), les trois choses concourant au même but : la reconstruction de l’empire. C’est ainsi que lorsque le peuple des Tzani, sur la frontière de l’Arménie, jusque-là animiste se convertit, Justinien leur fit don d’une église « afin qu’ils puissent cesser de vivre comme des bêtes et, en apprenant à participer aux prières et à la liturgie, prennent conscience qu’ils sont des êtres humains ». Justinien est ainsi devenu l’idéal de l’empereur chrétien que se faisait le VIe siècle, celui du vicaire de Dieu sur la terre, plus près de Dieu que des hommes.
Dans sa forme actuelle, l’œuvre est probablement inachevée. En effet, non seulement on ne fait pas mention de l’Italie, mais les livres IV et V ne sont composés que de simples listes de lieux et de monuments qui devaient être des notes temporaires, alors que le livre VI consacré à l’Afrique est de facture aussi polie que celle des livres I à III. Elle est de qualité inégale et ne peut être lue ni comme un guide, ni comme un document administratif. La version qui nous est parvenue est manifestement un brouillon qui aurait permis deux rédactions différentes.
Les historiens ont découvert de nombreuses différences entre les allégations de Procope et les autres sources primaires, différences qu’il faut sans doute attribuer à la nature panégyrique de l’œuvre. Ainsi, Procope fait commencer le règne de Justinien en 518, qui est en fait le début du règne de Justin Ier, l’oncle et prédécesseur de Justinien. S’il est vrai que Justinien a été le véritable maître de l’empire du vivant même de son oncle, on ne peut vraiment porter à son crédit la construction d’édifices entre 518 et 527, telle la construction des murs d’Édesse après les inondations de 525, de même que celle de nombreuses églises de la région. De la même façon, Procope attribue à Justinien les importants efforts de reconstruction des fortifications des cités de Tomis et Histria en Scythie Mineure le long de la frontière danubienne qui furent l’œuvre d’Anastase Ier, le prédécesseur de Justin Ier.

### Le style de Procope
Procope appartient à l’école des historiens byzantins pour qui l’imitation (mimêsis) des auteurs classiques était la norme. L’originalité y était considérée comme un défaut et tout le système d’éducation visait à reprendre et à retravailler les grands maitres. Les historiens apprenaient à mouler batailles, sièges de villes et discours des grands généraux dans des formes stéréotypées. Leurs modèles étaient Hérodote, Polybe et Thucydide, et les sujets qu’ils traitaient se rapportaient essentiellement à l’histoire séculière,. C’est pourquoi l’on retrouve des phrases recopiées de Thucydide et d’Hérodote, lesquelles, sans ajouter quoi que ce soit d’intéressant au texte, lui donnent son atmosphère ; l’imitation n’était pas vue comme le plagiat aujourd’hui, mais comme une forme de louange. Dans cette perspective, l’Histoire consistait non seulement à exposer les faits, mais aussi à en chercher les causes et à porter un jugement moral tant sur les faits que sur leurs auteurs. D’où par exemple, les très nombreuses allusions chez Procope au Destin (Tyche) et à l’intervention divine.
Comme les autres historiens de l’époque, Procope écrivait en grec attique, très loin de la langue parlée au VIe siècle. Ces écrivains évitaient d’utiliser tout vocabulaire inconnu du grec attique et inséraient une explication lorsqu’ils devaient utiliser un mot contemporain. Ainsi Procope explique à ses lecteurs le sens du mot ekklesia, désignant une église chrétienne, comme l’équivalent d’un temple ou sanctuaire païen et que les moines comptaient parmi les chrétiens les « plus modérés ». Toutefois, le style de Procope demeure relativement simple et évite le style littéraire ampoulé qui sera l’apanage de l’école de Gaza et d’écrivains postérieurs comme Théophylacte Simocatta.
Si l’on excepte Sur les monuments qui ne saurait être vu comme un ouvrage historique, les quatre autres livres (Les Guerres contre les Perses, Les Guerres contre les Vandales, Les Guerres contre les Goths, L’Histoire secrète) traitent tous du règne de Justinien, chacun sous un angle différent : les relations avec la Perse, les affaires d’Afrique, les affaires d’Italie, les méfaits de l’empereur et de son entourage. Dans son Histoire secrète (26.18), Procope laisse entendre qu’il songe à écrire une histoire ecclésiastique qui se serait probablement concentrée sur les affaires intérieures du gouvernement. Selon Treadgold, ces quatre livres forment un tout dont les caractéristiques sont : une habile utilisation des modèles classiques, une concentration sur les personnages de l’histoire, une utilisation judicieuse de sources primaires, une narration vivante, une attention portée aux statistiques et aux dates, ainsi qu’un intérêt porté aux causes des évènements et au jeu du destin. Et c’est probablement la verve avec laquelle il décrit les évènements de son époque qui ont fait de lui un grand écrivain, plus que son analyse des causes qui ont produit ces évènements. En ce sens, Averil Cameron dit de lui que Procope a été davantage un grand « journaliste » au sens moderne du terme qu’un grand « historien ».

### Les historiens contemporains de Procope
Plusieurs historiens vécurent au temps de Justinien dont quelques-uns, selon Procope lui-même, se seraient inspirés de lui.
Comme Procope, Jean le Lydien était un provincial venu exercer la profession d’avocat dans la capitale. Très tôt, il se consacra à l’écriture. Son De Magistratibus, sorte d’histoire des magistratures romaines, lui permet d’aborder avec prudence les institutions qui lui étaient contemporaines. Par devoir, tout comme Procope, Jean loue hautement les réformes de Justinien, mais il se révèle remarquablement critique face aux politiques de l’empereur et aux conditions sociales de l’époque. Pour Jean le Lydien, comme pour Procope, il y a deux Justinien : d’une part le bon père de famille infatigable, mais dont l’ardeur au travail conduit à des innovations et à des changements responsables du déclin de la fonction publique, à la dévaluation des intellectuels, à des guerres couteuses qui conduisirent à des taux d’imposition impossible à supporter par le peuple. Et comme ce fut aussi le cas avec Procope, Jean en rend responsable, non l’empereur mais les ministres et l’entourage de Justinien.
Marcellinus Comes (le comte Marcellin) terminait sa carrière alors que Procope commençait la sienne. Originaire d’Illyrie et s’exprimant en latin comme Justinien, il fut son secrétaire particulier jusqu’à sa retraite où il reçut le titre de comte et la dignité de clarissimus. Sa Chronique débute avec l’accession de Théodose Ier en 379 pour se terminer en 534, alors qu’un continuateur anonyme prit la relève et continua l’œuvre jusqu’au milieu du VIe siècle. Cette dernière section a comme thème principal la Guerre contre les Goths, mais on y trouve également des références à la Guerre contre les Perses, ainsi qu’aux révoltes en Afrique et à l’épidémie de peste.
Comme Marcellinus, Jean Malalas est considéré comme un « écrivain populaire ». Il est l'auteur de la plus ancienne chronique byzantine qui nous soit parvenue : la Χρονογραφία / chronographía). Débutant avec la création du monde, celle-ci se poursuit dans sa quatrième version jusqu’à la fin du règne de Justinien. Selon le professeur Treadgold, l’auteur ne visait qu’à faire avancer sa carrière et, par conséquent, n’a que des louanges à l’endroit de Justinien et de Théodora.
Pierre le Patrice fut remarqué par Justinien parce qu’il était également Illyrien, et par Théodora parce qu’il était monophysite. D’abord ambassadeur à la cour des Goths de Ravenne, il devint l’un des principaux ministres de Justinien. Bien qu’ils n’existent plus que sous forme de fragments, son Histoire générale et son livre sur la bureaucratie byzantine sont deux sources d’information uniques sur les cérémonies dans l’Empire byzantin de l’époque et sur les relations entre l’Empire byzantin et l’Empire sassanide.
Le dernier historien de cette période fut Hésychios de Milet, auteur de trois ouvrages importants : une Histoire romaine et générale (Ἱστορία Ῥωμαική τε καὶ Παντοδαπή / historía rhōmaikḗ te kaì pantodapḗ) qui racontait l'histoire du monde, et particulièrement des Romains, depuis le temps de Bélus, fondateur mythique du royaume d'Assyrie, jusqu'à la mort de l'empereur Anastase en 518, et une histoire inachevée, suite du précédent, couvrant la période suivant la mort d'Anastase (règne de Justin Ier et début de celui de Justinien), et un dictionnaire biographique des écrivains et artistes classés par catégories, intitulé en grec Ὀνοματολόγος / onomatológos (le « Nomenclateur ») ou le Catalogue des hommes célèbres dans le domaine de la culture. L’entrée se rapportant à Procope dans ce Catalogue, résumé dans la Souda, indique que ce dernier était l’auteur des Histoires secrètes « qui contiennent des dénonciations et des moqueries à l’endroit de l’empereur Justinien, de son épouse Théodora, et même de Bélisaire lui-même et de son épouse ».
Jusqu’au début du VIIe siècle, historiens et chroniqueurs se relaient pour décrire les faits et gestes des empereurs : Agathias écrivit sur le règne de Justinien de 552 à 558 ; puis, Ménandre le Protecteur qui écrivit sous le règne de Maurice, décrit les évènements de 558 à 582. Son travail est poursuivi par Théophylacte Simocatta qui fut le secrétaire particulier d’Héraclius, lequel raconta le règne de Maurice de 582 à 602 .